# Саша Вукојевић
Саша Вукојевић (Трстеник, 17. септембар 1967) је бивши српски фудбалски интернационалац. 
Своју фудбалску каријеру је почео у ФК Напредак из Крушевца где је играо до 1990. године.
Током своје интернационалне каријере играо је у Швајцарској (ФК Порентри и ФК Делемонт, кантон Јура) и Бугарској (ФК Локомотива Пловдив, ФК Локомотива Софија, ФК Спартак Пловдив и ФК Левски Ћустендил).
Са екипом ФК Локомотива Софија освојио је Куп Бугарске и титулу вицешампиона у првенству Бугарске у сезони 1994/95. 
У дресу ФК Левски из Ћустендила у сезони 1998/99. освојио је треће место и бронзану медаљу у шампионату Бугарске.
Играо је у Купу УЕФА са ФК Локомотива Пловдив и у УЕФА Интертото купу са ФК Локомотива Софија.
Сада ради као лиценцирани агент играча, члан ФИФА.
Награде и признања
- Освајач Купа Бугарске у сезони 1994/95.
- Вицешампион Бугарске у сезони 1994/95.
- Освајач бронзане медаље у сезони 1998/99